# Sadda
Sadda – miasto w Pakistanie, w Chajber Pasztunchwa. W 1998 roku liczyło 34 495 mieszkańców.